# 勒熱夫區
56°15′56″N 34°19′39″E / 56.26556°N 34.32750°E
勒熱夫區（俄语：Ржевский район），是俄羅斯的一個區，位於該國西部，由特維爾州負責管轄，面積2,760平方公里，2010年該區人口12,480，人口密度每平方公里4.52人。